# Vigilância dos preços
Vigilância dos preços (em alemão: Preisüberwachung, em italiano: Sorveglianza dei prezzi, em francês: Surveillance des prix) é um órgão público na Suíça para vigiar os preços na economia.

## Tarefas
As tarefas se dividem em três partes:

### Observação dos preços
A Vigilância dos preços observa constantemente os preços em áreas suspeitadas como cartel ou monopólio.

### Impedimento de aumento de preços e de preços abusivos
A Vigilância dos preços protege o consumidor e a economia de altos preços por causa da competição ausente. Se o abuso é apurado, os objetivos da Vigilância dos preços sera uma regulação em conjunto. Depende da situação pode baixar o preços, aumentar com um preço menor ou aumentar o preço depois um tempo. Essas regras são limitadas. No caso extremo a Vigilância dos preço pode por pedido forçar a mudança. Contra tal pedido pode ir ao tribunal federal.
Se os preços foram definidos pelos autoridades políticas, a competência da Vigilância dos preço é limitada a um direito de recomendação.

### Orientação ao público
A Vigilância dos preços deve informar o público sobre as suas atividades.